# S/2003 J12
S/2003 J12 is een maan van Jupiter die is ontdekt door Scott S. Sheppard et al. De maan is ongeveer 1 kilometer in doorsnede en draait om Jupiter met een baanstraal van 17,830 Gm in 489,67 dagen.